# 單性別教育

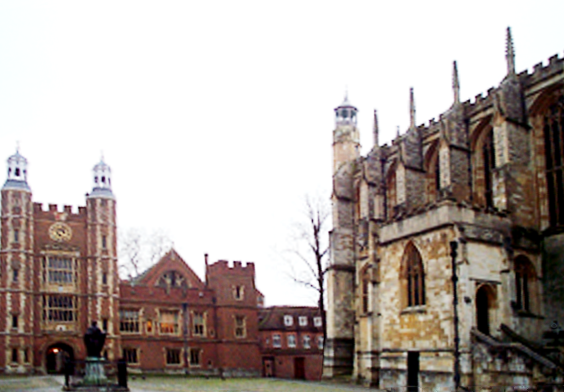
位于英格兰伯克郡的伊顿公学

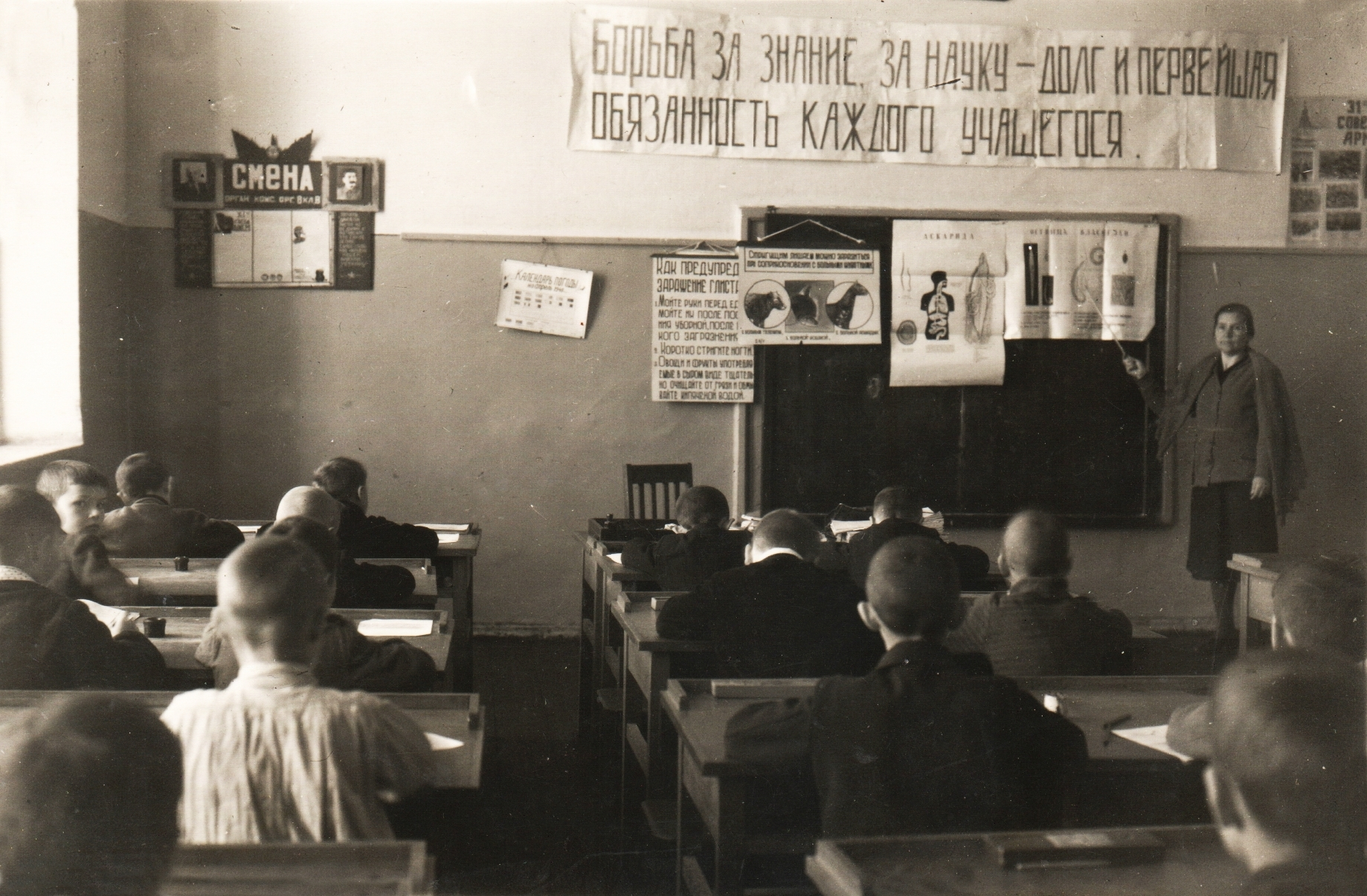
男孩，蘇聯，1949年

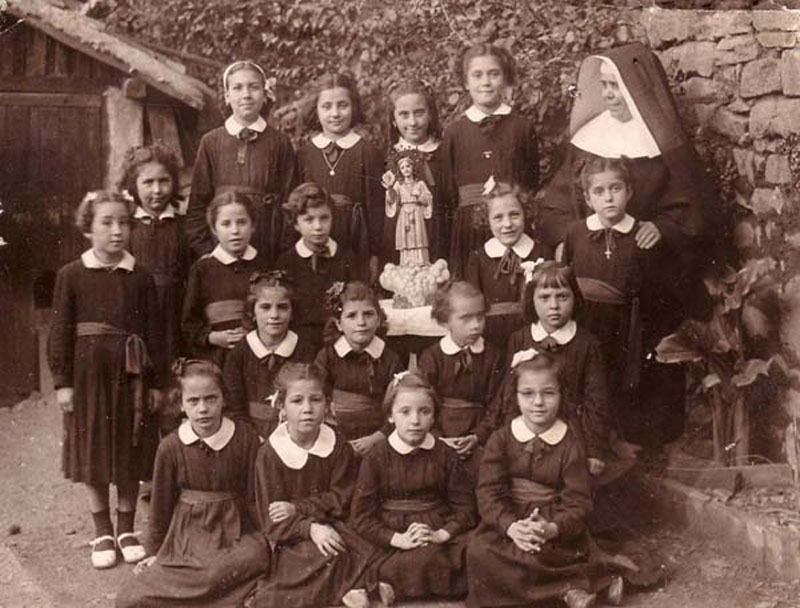
女孩，西班牙，1951年

单性别教育，即性別隔離教育（英語：Single-sex education），指奉行性別隔離的理念，整个学校或某个学院、班级只接收男性或女性学生的。单性别教育在二十世纪中叶前是主流，大部分中学、大学都是男校或女校。众多文化（如宗教原因）都主张单性别教育，它在世上众多地方得到实行，包括宣稱以消除性別隔離為目標，所做所為卻與性別平等背道而馳的國家。

## 历史
19世纪前，单性别教育十分常见；在19世纪，随着教育的普及化，越来越多的男女校得到建立。1917年，蘇俄规定所有学校必须为男女校。据科尼利厄斯·赖尔登（Cornelius Riordan）所写：“到19世纪末，美国大多数公立中小学已转为男女校。而到20世纪末，男女校已在世界范围内普及。在英國，澳大利亞和愛爾蘭，直到1960年代，單性教育的傳統仍然相當強大。1960年代和70年代是一個社會急劇變化的時期，在此期間時代通過了許多反歧視法，例如1972年的第九條。懷斯曼（Wiseman，2008）表明，到2003年，全球只有少數幾個國家擁有超過一個或兩個百分比的單一性別學校。最后，到2003年，全球只有几个国家的男校、女校的数量占所有学校的数量的百分率超过2％。但仍有国家、地区的男校、女校的数量占所有学校的数量的百分率超过10％：比利时、智利、新加坡、英格兰、香港、以色列、新西兰、澳大利亚、韩国与大部分穆斯林国家。最近，人们对现代社会的公立、私立单性别教育的兴趣再度兴起。”

## 各国单性别教育

### 欧洲国家

#### 英国
在英国，传统上，大部分中学是男校、女校，特别是私立、文法、现代学校。但是，现在大部分学校都是男女校。在英国公立小学中，男校、女校只有Winterbourne Junior Boys' School与Winterbourne Junior Girls' School（都在伦敦Borough of Croydon）。公立男校、女校的数量在近40年来由2500所跌至400所。根据白金汉大学教育教授Alan Smithers的说法，没有证据表明，男校、女校一贯优良。然而，2009年Key Stage 2、GCSE两个考试中，统计数字表面，在超过700,000个女学生中，入读女校的学生的分数高于入读男女校的学生。在小学时表现恶劣的学生，在中学表现大为改善。研究表明，入读男校、女校的学生更可能得到成功。在2007年，一份政府机构的评论中，建议因性（别）施教，因为男女校中的女学生往往被置之不顾。一个大型的纵向研究中，调查超过17000人，问题是接受单性别教育的学生与外界社会是否有差距。有研究者发现，16岁女学生中，入读女校的表现更佳，而男学生也有相似情况。入读女校的女学生在数学、科学学科上更自信，而入读男校的男学生则在英文学科上更自信。（性别定型在男校、女校没有那么强烈）在毕业后，入读女校的女性的薪酬比起入读男女校的女性的薪酬高。然而，入读男校的男性日后的婚姻以离婚终结的可能性较高。2011年，著名杂志科学认为尽管男校、女校毕业学生表现更佳，但这不代表单性别教育优于跨性别教育。升读中学时同一水平的学生，在分别接受单性别教育、跨性别教育后，水平并无明显差距。

### 北美地区

#### 美国

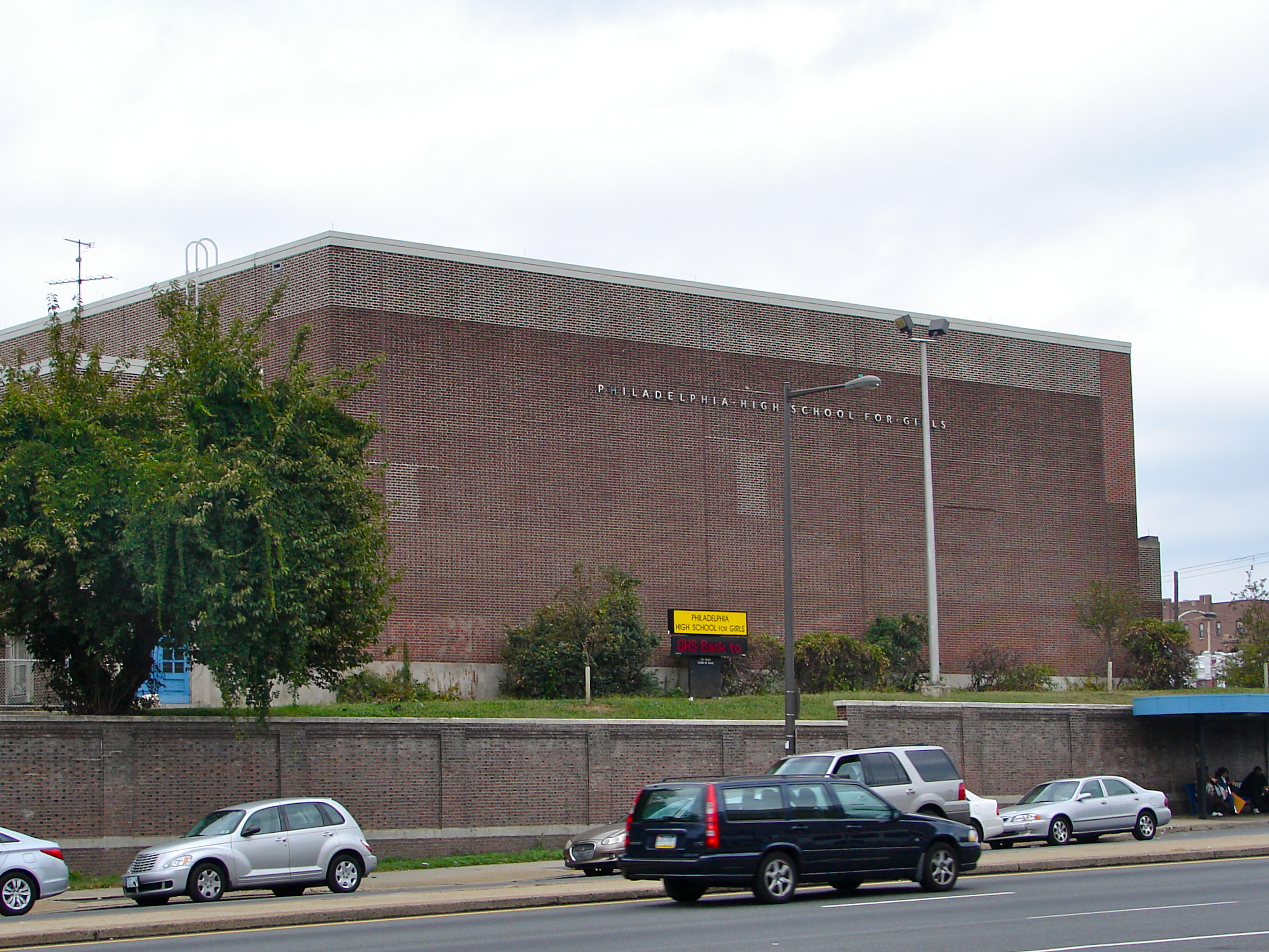
賓州女校

在美国，最高法院在1996年的案件，美国诉弗吉尼亚（United States v. Virginia）中裁定了公立男校、女校的合宪性。法官鲁斯·巴德·金斯伯格总结，公立单性别教育只有在服务、设施男女均可使用的情况下合宪。有教無類法案为单性别教育提供了便利。法案使2006年10月出现新的联邦法规，允许地区建立男校、女校，需要：自愿入学、教学质量与普通学校一样与设施男女均可使用。提供全男、女班的公立学校的数量，由1998年的4所上升至2010年的540所。
教育下一步和哈佛大學的教育政策和治理計劃贊助了知識網絡在2008年初進行的一項全國範圍的調查。根據調查，超過三分之一的美國人認為父母應該選擇將孩子送到單性別學校。

#### 加拿大
在17世纪，女性开始接受教育，但仅限于圣经与针线。到19世纪，学校仍以性别分割学生，男女学生在不同校门进入，在不同范围活动。在强制教育实施后，安大略出现了一些男女校，但男女学生在不同教室上课。自20世纪90年代中叶以来，有人发现男学生与女学生相比，在几个领域上落后。这个发现支持了单性别教育。

### 中东及伊斯兰国家
在中东除以色列外，皆是伊斯兰国家。包括中东国家在内的伊斯兰世界，男女隔离是社会文化所许可的，政府强制规定学校必须为男校或女校。
- 在伊朗，自伊斯兰革命后，男校、女校就取代了男女校。[9]
- 在阿拉伯联合酋长国，私立学校大部分都是男女校，而公立学校大部分都是男校、女校。
- 在以色列，世俗学校大部分都是男女校，而正統的宗教学校大部分都是男校、女校。
- 黎巴嫩大部分是男女合校。

### 亚洲国家地區

#### 中国大陸

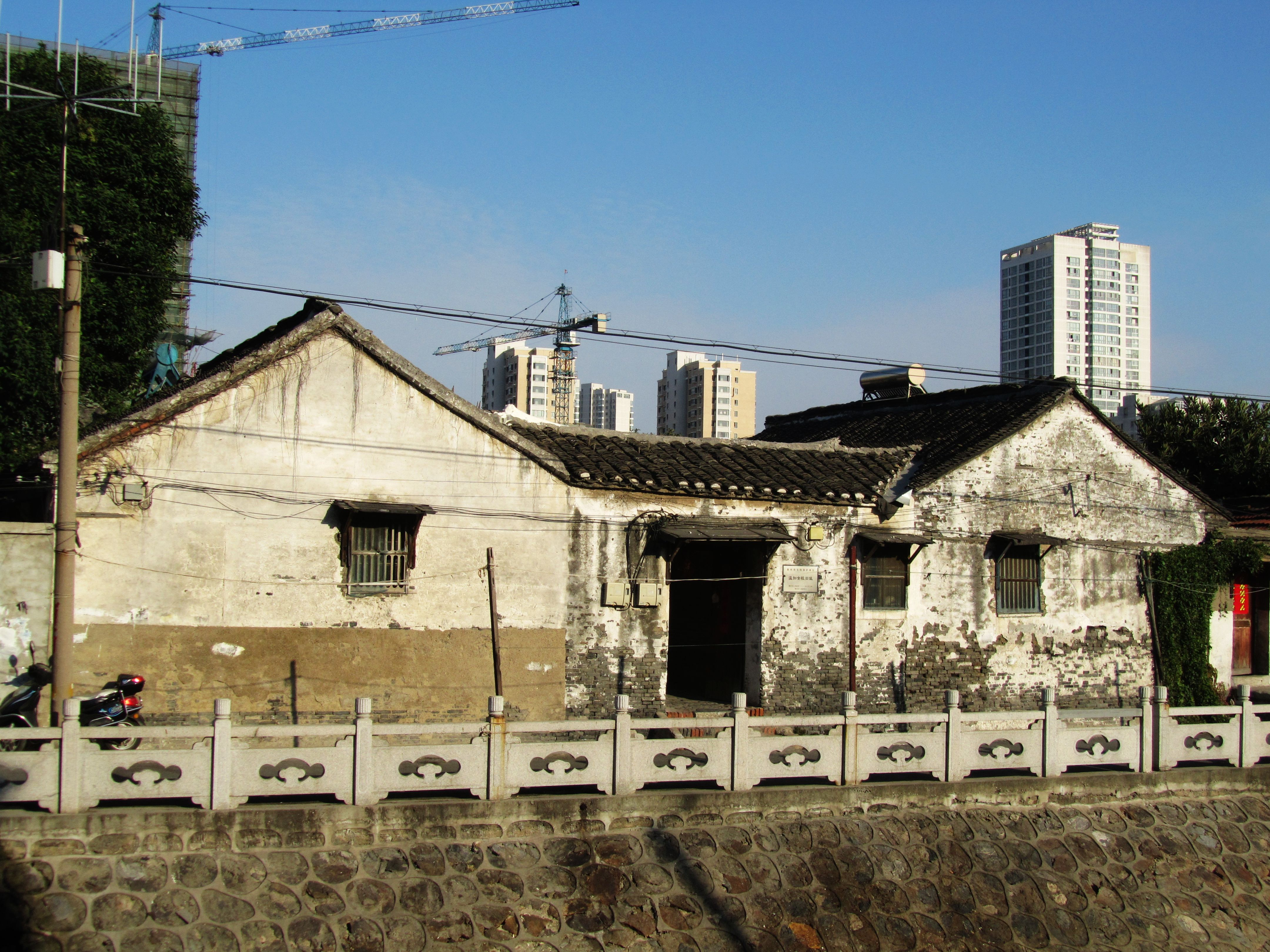
清朝泰州溫知女校舊址古蹟

中国在20世纪前，仅有少数人能接受教育，大多数人是文盲。而出于男女大防的传统，即使有能力为女儿或其他女眷提供教育的家庭，亦不会让她在家庭之外接受教育。晚清时期，随着《南京条约》签订，中国门户开放，外国基督教传教团体开始进入中国。传教士成立学校，以培养幼童成为信徒。在此背景下，中国出现了第一所女子学校，即是由英国女传教士奥特绥小姐（1797-1868）于1844年投资兴办的宁波女塾。1850年，美国传教士裨治文和妻子Eliza Jane在上海创办的裨文女塾，则兼有慈善和教育双重性质，以贫家女为生源。至1860年，教会开办了十一所女校，但并未被中国社会接纳，教会女校发展艰难，生源匮乏。至1880年代，西风东渐，中国社会风气日渐开放，开始认同女性在女校接受教育。这一时期，教会女校以信徒和权贵子女为招收对象，学费高昂。
1898年在上海，创办了第一所由中国人投资兴办的女校——经正女塾。1901年至1904年间，全国共有17所女子学校。1907年，学部颁布《女子小学堂章程》、《女子师范学堂章程》，标志女子教育获得政府认可。1912年1月，中华民国临时政府颁布《普通教育暂行办法》，宣布女性与男性享有同样的受教育权。而女校自20世纪初获得蓬勃发展，仅1920年代初的上海一地，就有40余所中国人创办的私立女校。中国教育者取代教会成为女子教育的主体。女儿进入女校接受教育，更被中国上流社会所推崇。另一方面，最后一类在女校之外不招收女生的学校——高等学校在1920年代初，实现男女同校。
中华人民共和国建立后的1950年代，中国政府对教育体制进行调整。1952年，取消教会学校和私立中学，女校多有调整、合并。目前，女校在学校中是少数的，仍然存在的有中华女子学院、吉林女子学校、鄂东女子学校等。

#### 臺灣
在臺灣，採取同一性別之學校基本上是認為「同一性別學生在一起能互相進取」、「減少異性交流帶來的感情干擾」，而上課的方式與同學間的相處，僅有單性別會比混合來的容易些。
在國民小學階段，位於宜蘭縣宜蘭市相鄰的中山國小及女子國小自 1918年只收男生和女生，直到1996年8月才自一年級新生起男女兼收，女子國小並改名為宜蘭國小，結束最後小學專收男/女學生的時代。
早期台灣的學校多為單性別，國中實施男女分班，部分地區甚至是男女分校，後來國中幾乎全面實施男女混班，今日除部分私立學校，公立學校僅剩嘉義縣市有男女分校（如嘉義市之蘭潭國中（男校）、嘉義國中（女校）；嘉義縣之朴子國中（女校）、東石國中（男校））。
高中則為男女分校，後來漸多學校開始男女兼收，單性別學校變少，但實際上部分學校採取男女分班，上課並不在一起，例如國立臺灣師範大學附屬高級中學、臺中二中。日治時期成立的學校多以單性為主，後來因特殊班（如：科學班、音樂班、舞蹈班等等）的成立，有少量異性進入學校，但實際上因為招收一般學生還是單性別，在廣義下可為單性別學校。現今的純男校有建國中學、成功高中、徐匯中學，除去特殊班外則例如臺中一中、臺南一中、高雄中學、嘉義高中、彰化高中、新竹高中 、屏東高中、臺東高中等等也屬男校；純女校例如北一女中、中山女中、景美女中、金陵女中、達人女中、臺中女中、曉明女中、彰化女中、聖功女中、高雄女中、基隆女中、臺東女中、衛理女中等等，除去特殊班外則新竹女中、嘉義女中、臺南女中、屏東女中、蘭陽女中也屬女校。一般而言女校改制為男女兼收的數量少於男校。
技職教育方面，家事類科曾長期限定女生就讀，例如國內唯一僅設立家事類科的嘉義家職，在2015年以前，為一所全女子的技術型高中；而最後一所單性別技術性高中為中壢家商，已於2017年後開始招收男生。今日的技職教育皆為男女合校，惟仍有部分學校，家事類科別限招女生。
大學方面，目前已經沒有單性別大學，在過去例如1993年改制前的靜宜女子大學（已去掉女子二字招收男生），以及2008年以前的台南應用科技大學。

#### 孟加拉
在孟加拉，除大学外，很多学校都是男校、女校。著名的有：Cantonment schools（由军方运作）、Zilla Schools（由政府运作）、Cadet colleges （由军方运作）。

#### 印度
在印度，有观点认为男学生在全男班表现更佳，因为男女学生所需教育不同。公立男校、女校在最近40年内，由2500所跌至400所。有人认为男校、女校是保守的印度文化中重要的一部分，数字可以表明这一点：在2002年，印度只有53%的、达到上学年龄的女童在上学，很多保守家长宁愿女儿不上学，也不让女儿入读男女校。也有观点认为，在全男、女班中上课的学生，会更加专心，而不是受异性吸引。有人认为，男女校使他们没有压力，为他们创造了一个更亲切、舒适的环境。

#### 韓國
在首爾便有6間女子大學。是不少該國藝人或知名女性人物的就讀學校。

### 大洋洲

#### 澳大利亚
在澳大利亚，大多數單性別學校都是收費獨立或天主教學校。入读独立男校、女校的学生的百分率，由1985年的31%跌至1995年的24%。1985年，55%的男学生与54%的女学生入读男校、女校。然而，到1995年，入读男校、女校的男女学生，分别跌至41%与45%。2001年，澳大利亚教育研究协会（Australian Council for Educational Research ）在研究超过27000个学生6年后，发现，在53个学科上，入读男校、女校的学生“成绩比入读男女校的学生高15至22％。报告也指出，入读男校、女校的学生表现更佳、在学习中寻得更多乐趣，而这些学校的课程更适合他们。”

## 单性别教育的影响
单性别教育是一个充满争议的话题。支持单性别教育的人称，男校、女校学生比起男女校学生，在学时的分数、毕业后的就业率都更高，所以应该实行单性别教育。而反对者则認為，這些數据遭到夸大或不存在，指出性別隔離会造成学生具有性别偏见、毕业后影響与社会上异性的沟通能力。

### 支持
支持单性别教育的人认为，男、女学习方法有差异，所以需要根据性别将他们分开教育；但是，反对者指出，并非所有女学生以一种方法学习，而所有男学生以另一种方法学习。支持单性别教育的人回应，男女差异比起同一性别内的差异大。另外，有一种观点以男、女脑部发展模式不同为理由，主张男女学生应分开教育。
2005年，美国教育部组织了一个系统地研究2221个案例的、以“Single-sex versus coeducational schooling: A systematic review”为题的研究。在对比了男女校与男校、女校的毕业学生的成就后，研究指出：“在有条件下的情况下，单性别教育对学生是有帮助的。在对比了一些案例后发现，接受单性别教育的学生，学术更佳、表现更积极。但是，也有很多接受单性别教育的人，比起接受跨性别教育的人，并无明显的分别。”研究也指出：“总体上，很多研究发现入读男校、女校对于学生来说有正面影响。”Cornelius Riordan说：“在多个研究对象中发现，读男校、女校的学生，无论是在学业上，还是在溝通上，比起读男女校的学生要好。”
2008年，美国政府赞助了一个以“Early Implementation of Public Single-Sex Schools: Perceptions and Characteristics”为题的研究。研究列出了单性别教育的好处。一、消除学习时男女之间的差异；二、改善学生学习问题；三、使女学生有更多担任领导的机会；四、改善师生关系；五、促进师生互相尊重；六、应对男女学习方法不同、兴趣不同的问题；七、避免性别不同的师生偏见；八、改善学生学业；九、改善较差学生的学业问题；十、使学生专注于学业，而不是异性；十一、为学生提供更正面的模范；十二、使学生有更多机会接受社会、道德教育；十三、为公众提供更多选择。
2012年1月，宾夕法尼亚大学在韩国进行了一个调查，发现“入读男校、女校，或入读男女校与高分有显著的联系。”

### 反对
2011年9月，科学刊登了一篇猛烈批评单性别教育的文章。文章指责支持单性别教育的人提出的理由“充满曲解、不科学、严重误导公众、未经筛选，不是通过有效、科学方法取得的。”“并无证据表明，接受单性别教育，对学生学业表现有正面影响，但有证据表明，这种教育方式会造成性别歧视合法化、体制化。”
反对单性别教育的人（包括上面提及的、科学杂志那篇文章的作者）认为，并不是单性别教育对学生产生正面影响，而是教师与资源对学生产生了正面影响，亦可能違反平等教育的原則。他们相信，在男校、女校的学生处于与外界不同的世界中，而在外界，他们则需要与异性沟通。他们认为男女校通过男女互相交流，减少了性别歧视。也有反对者说，单性别教育并没有为学生创造一个安全的环境。
這也是為何多數國家會規定需平等教育且「在非歧視原則之下，基於歷史傳統、特定教育目標或其他非因性別因素之正當理由者不在此限」之學校、班級、課程者亦須經過申請的因素之一。另外女校存廢爭議比較大，男校存廢爭議比較小（分離女性主義認為應該把父權期盼的女性場所改造成適合女性主義的專屬空間，而非廢除女性專屬空間）。

## 延伸閱讀
- Single-sex Schools for Girls and Gender Equality, UNESCO Brief, 2007
- Single sex environments and gender differences in risk aversion

## 外部連結
- European Association of Single-sex Education (EASSE)（页面存档备份，存于）
- National Association for single sex public education（页面存档备份，存于）
- Single Sex Education（页面存档备份，存于）
- American Council for CoEducational Schooling (ACCES)